# Marta Mata
Marta Ángela Mata Garriga (Barcelona, 22 de junio de 1926 - 27 de junio de 2006) fue una política y pedagoga española impulsora de la renovación de la escuela pública en la Transición y defensora de la escuela laica. Fundadora de la escuela de maestros Rosa Sensat. Es autora de numerosos libros y artículos sobre didáctica de lectura y escritura, pedagogía, política educativa y cuentos infantiles.

## Biografía
Su vinculación con el mundo de la educación se produjo a través de su madre, Àngels Garriga, pedagoga, maestra y escritora formada en las Escuelas de Verano de antes de la guerra civil y en la Mancomunidad de Cataluña, con Pompeu Fabra, Artur Martorell, Alexandre Galí, Rosa Sensat, Pau Vila y Carles Cardó. Su padre fue Josep Mata Virgili (1886-1934), técnico industrial, que murió en un accidente de trabajo en Madrid cuando Marta tenía 8 años.
Fue al parvulario y estudió primaria en las escuelas del Patronato Escolar del Ayuntamiento de Barcelona donde trabajaba su madre. En 1937 comenzó el bachillerato en el Instituto Escuela del Parque de la Ciudadela. En 1939 sus maestros y profesores son destituidos o dispersados a causa de la guerra civil. Acaba el bachillerato en 1943 en el Instituto Verdaguer y el mismo año inicia sus estudios de Ciencias Naturales en la Universidad de Barcelona pero antes de acabar el primer curso se ve obligada a interrumpir los estudios a causa de una tuberculosis.
En 1944 se traslada a Saifores (Bañeras), a la casa familiar Cal Mata, herencia de su padre. Allí pasa una larga convalecencia y una vez restablecida comienza a trabajar en la educación del tiempo libre de los niños siguiendo orientaciones de su madre que, a causa de una parálisis, también se había retirado a la vivienda rural. Madre e hija residen en Cal Mata hasta 1965.
En Saifores inicia de nuevo sus estudios universitarios y se matricula en la Facultad de Filosofía y Letras de la Universidad de Barcelona en régimen libre. Obtiene la licenciatura de Pedagogía en 1957 y continúa con los cursos de doctorado.

## Renovación Pedagógica
En Saifores inicia también su colaboración con los primeros grupos de maestras y maestros implicados en el movimiento de renovación pedagógica que impulsó la formación española durante la Segunda República y con el resurgimiento de escuelas que planteaban una educación renovadora en catalán. También contacta con los pedagogos Alexandre Galí, Artur Martorell y Jordi Rubió de quienes se considera discípula.
En 1959 viaja por primera vez a Ginebra y contacta con el Bureau International d'Éducation donde conoce al pedagogo Pere Rosselló. También empieza sus trabajos como asesora pedagógica de las editoriales catalanas Nova Terra y La Galera y la recién creada revista infantil en catalán Cavall Fort. Trabaja en algunas publicaciones del Instituto Nacional del Libro Español y de las editoriales Teide y Vicens Vives. En el verano de 1964 vive durante un mes en el kibbutz Dvir de Israel, donde conoce su sistema educativo.
En 1965 traslada su residencia a Barcelona y ante la imposibilidad de crear libremente centros de formación para el profesorado durante el franquismo junto a un equipo de maestras y maestros de diversas escuelas y el apoyo de padres del alumnado de estas escuelas inicia clandestinamente la Escuela de Maestros Rosa Sensat con el objetivo de formar al profesorado y construir una escuela democrática, activa, pública y de calidad.  El proyecto se extiende en las denominadas Escuelas de Verano con una importante implantación dentro y fuera de Cataluña.
De 1965 a 1975 refuerza su relación con grupos de maestros que trabajan en la renovación pedagógica en España y Portugal y establece contactos con profesorado universitario e instituciones de Francia, Inglaterra, URSS, Chile e Italia mientras se especializa en la enseñanza de la lengua en situación de contacto de lenguas, y en la didáctica de la lengua escrita y de la fonología catalana y castellana.
Desde la Escuela Rosa Sensat impulsa la creación de la revista Perspectiva Escolar en 1974, y en 1975 promueve la declaración de la X Escuela de Verano: Por una nueva Escuela Pública.
Durante los años 1982 y 1983 participa de manera relevante en la organización y realización del I Congreso de Movimientos de Renovación Pedagógica que patrocina el Ministerio de Educación.
En el año 1984 crea la Fundació Àngels Garriga de Mata que actualmente se denomina Fundació Marta Mata Garriga, entidad que tiene como objetivo el desarrollo de una concepción dinámica de la escuela y el establecimiento de relaciones entre el mundo de la cultura, del trabajo, del esparcimiento y del civismo. La Fundación dispone de una biblioteca especializada en educación y del archivo de los documentos de Marta Mata.

## Trayectoria política
La muerte del dictador abrió la puerta a una mayor implicación política de Marta Mata, que se afilia en 1976 a Convergència Socialista de Catalunya, dirigida por Joan Reventós, formación que pasó ese mismo año a ser el Partit Socialista de Catalunya-Congrés y, dos años más tarde, el Partit dels Socialistes de Catalunya.
En las elecciones generales de 1977 será elegida diputada por la circunscripción de Barcelona de la coalición socialista y formará parte de la Legislatura Constituyente. En estos años compagina el trabajo de diputada con el de Rosa Sensat. Mata destaca de esta legislatura el hecho de que en la nueva legislación se contemple la participación en la escuela de padres, madres, maestros y alumnos y las nuevas competencias para Cataluña.
En 1979 es reelegida y ocupará también un escaño en la I Legislatura hasta 1980 cuando es elegida Diputada al Parlamento de Cataluña por la circunscripción de Tarragona.  De 1983 hasta 1984 es Senadora en representación del Parlamento de Cataluña y fue una de los ponentes socialistas, conjuntamente con José Eduardo González Navas, de la primera Ley de Normalización Lingüística del catalán de 1983.
En 1984 vuelve al Parlamento de Cataluña por la circunscripción de Barcelona hasta 1988. De 1987 a 1995 es Concejala de Educación del Ayuntamiento de Barcelona desde donde impulsa el movimiento Ciudades Educadoras. Del periodo 1987 a 1991 es también responsable del Área de Educación de la Diputación de Barcelona. Desde 1993 hasta 1996 es de nuevo Senadora por la circunscripción de Barcelona.
Fue vicepresidenta del Consejo Escolar del Estado desde su fundación en 1986 hasta junio de 2002 fecha en la que dimitió en protesta por la forma en que el Gobierno del Partido Popular tramitaba la Ley Orgánica de Calidad de la Educación (LOCE), señalando que no permitía su debate en profundidad.
También fue miembro del Consell Escolar de Catalunya como representante de la Federación de Municipios, de 1987 a 1995, y Presidenta del Consejo Escolar Municipal de Barcelona por delegación de su alcalde, desde 1990 a 1995 –Consejo Escolar que se constituyó bajo su responsabilidad como Concejala del Área de Educación.
Deja la política activa en 1996 tras su jubilación oficial. Se ocupa entonces de poner en orden sus escritos y preparar algunas publicaciones. También colabora con diversos proyectos educativos, entre ellos la coordinación del programa El Forum en la escuela en el marco de la celebración del Forum Barcelona 2004.
En mayo de 2004 regresa al Consejo Escolar del Estado como Presidenta a petición de la entonces ministra socialista María Jesús Sansegundo responsabilidad que ocupa hasta su muerte el 27 de junio de 2006.
A su muerte en junio del 2006 el entonces Presidente de la Generalidad de Cataluña y amigo personal de Mata Pascual Maragall la recordó como la persona que trasladó íntegramente la tradición pedagógica en su máximo esplendor.

## Principales obras
- Letra por letra: material programado para la enseñanza de la lectura y la escritura. Barcelona, La Galera, 1976.
- Llengua standard i nivells de llenguatge. Barcelona, Laia, 1976 (con Lluís López del Castillo).
- Cuadros de fonología castellana para la enseñanza de la lectura y la escritura. Barcelona, Bibliograf, 1978 (con Josep M. Cormand).
- Pensemos en la nueva educación. Madrid, Nuestra Cultura, 1981 (con M. J. Udina).
- Fonemas, sonidos y grafías del vocabulario básico castellano. Barcelona, Rosa Sensat, 1982.
- Fonemes, sons i grafies del vocabulari bàsic català. Barcelona, Rosa Sensat, 1986.
- Civismo y urbanidad. Barcelona, Regidoria d'Edicions i Publicacions, 1993.
- La educación pública. Barcelona, Destino, 1997.

## Distinciones
Entre las distinciones recibidas:
- Gran Cruz de Alfonso X el Sabio. Juan Carlos I Rey de España, 2 de diciembre de 1988
- Miembro de la Orden del Mérito Constitucional. Juan Carlos I Rey de España, 5 de diciembre de 1988
- Premio Rosa Manzano a la Mujer Trabajadora. Ejecutiva del PSOE, 8 de marzo de 1991
- Nombrada Hija ilustre de Banyeres del Penedès, municipio al cual pertenece Saifores, 10 de marzo de 1995
- Medalla de Oro al Mérito Científico. Ayuntamiento de Barcelona, 2 de septiembre de 1997
- Cruz de San Jorge. Generalidad de Cataluña, 21 de octubre de 1997
- Investida Doctora honoris causa por la Universitat Autònoma de Barcelona, 5 de mayo de 1999
- Premio Ramon Fuster. Colegio de Doctores y Licenciados en Filosofía y Letras y en Ciencias de Catalunya, 18 de diciembre de 2001
- Gran Cruz de la Real y Distinguida Orden Española de Carlos III, a título póstumo.[7]
- Mención Honorífica, a título póstumo, del “XII Premio Mestres 68 -2005 ”, septiembre de 2006
- Premio Lola Soler Blánquez, a título póstumo. Fundación Lola Soler Blánquez, 10 de octubre de 2006
- En 2009 se botó el buque remolcador de Salvamento Marítimo Marta Mata (BS-33), en su honor.[8]